# Ludvig Feilberg
Ludvig Tage Christian Müller Feilberg, född den 31 mars 1849 nära Ringkøbing, död den 20 september 1912 i Köpenhamn, var en dansk författare.
Feilberg blev 1883 docent i väg- och vattenbyggnadslära vid Landbohøjskolen och 1887 regeringens inspektör vid folkhögskolorna. I en rad arbeten, bland andra Om størst Udbytte af Sjæleevner (1881; svensk översättning "Nutida själavård", 1917), Om Ligeløb og Kredsning i Sjælelivet (1896) och Om sjælelig Ringhed (1899-1902), framlade han en egendomlig psykofysisk levnadslära, där han drog analogier mellan det mänskliga själslivet och en mekanikens lagar underkastad maskin. Det värdefullaste däri är hans fina iakttagelser av naturen och människans stämningsliv.

## Utmärkelser
- Riddare av Dannebrogorden,  1893[1]
- Dannebrogsmännens hederstecken,  1908[1]

[Redigera Wikidata]